# آندرانوماوو
آندرانوماوو (به لاتین: Andranomavo) یک منطقهٔ مسکونی در ماداگاسکار است که در بخش سوآلالا واقع شده‌است. آندرانوماوو ۲۷٬۰۰۰ نفر جمعیت دارد و ۱۴۴ متر بالاتر از سطح دریا واقع شده‌است.